# Llista d'asteroides/114401–114500
| Nom      | Designació provisional | Data de descobriment | Lloc de descobriment | Descobridor/s |
| -------- | ---------------------- | -------------------- | -------------------- | ------------- |
| 114401 - | 2002 YC17              | 31 de desembre, 2002 | Socorro              | LINEAR        |
| 114402 - | 2002 YW17              | 31 de desembre, 2002 | Socorro              | LINEAR        |
| 114403 - | 2002 YE18              | 31 de desembre, 2002 | Socorro              | LINEAR        |
| 114404 - | 2002 YJ19              | 31 de desembre, 2002 | Socorro              | LINEAR        |
| 114405 - | 2002 YB20              | 31 de desembre, 2002 | Socorro              | LINEAR        |
| 114406 - | 2002 YG20              | 31 de desembre, 2002 | Socorro              | LINEAR        |
| 114407 - | 2002 YH20              | 31 de desembre, 2002 | Socorro              | LINEAR        |
| 114408 - | 2002 YS20              | 31 de desembre, 2002 | Socorro              | LINEAR        |
| 114409 - | 2002 YY21              | 31 de desembre, 2002 | Socorro              | LINEAR        |
| 114410 - | 2002 YO22              | 31 de desembre, 2002 | Socorro              | LINEAR        |
| 114411 - | 2002 YQ24              | 31 de desembre, 2002 | Socorro              | LINEAR        |
| 114412 - | 2002 YH25              | 31 de desembre, 2002 | Socorro              | LINEAR        |
| 114413 - | 2002 YD26              | 31 de desembre, 2002 | Socorro              | LINEAR        |
| 114414 - | 2002 YN27              | 31 de desembre, 2002 | Socorro              | LINEAR        |
| 114415 - | 2002 YY27              | 31 de desembre, 2002 | Socorro              | LINEAR        |
| 114416 - | 2002 YY28              | 31 de desembre, 2002 | Socorro              | LINEAR        |
| 114417 - | 2002 YX29              | 31 de desembre, 2002 | Socorro              | LINEAR        |
| 114418 - | 2002 YO31              | 31 de desembre, 2002 | Socorro              | LINEAR        |
| 114419 - | 2002 YQ31              | 31 de desembre, 2002 | Socorro              | LINEAR        |
| 114420 - | 2002 YR31              | 31 de desembre, 2002 | Socorro              | LINEAR        |
| 114421 - | 2002 YJ32              | 31 de desembre, 2002 | Socorro              | LINEAR        |
| 114422 - | 2002 YL33              | 31 de desembre, 2002 | Socorro              | LINEAR        |
| 114423 - | 2002 YD36              | 31 de desembre, 2002 | Socorro              | LINEAR        |
| 114424 - | 2002 YE36              | 31 de desembre, 2002 | Socorro              | LINEAR        |
| 114425 - | 2003 AV                | 1 de gener, 2003     | Socorro              | LINEAR        |
| 114426 - | 2003 AB2               | 2 de gener, 2003     | Socorro              | LINEAR        |
| 114427 - | 2003 AW2               | 1 de gener, 2003     | Socorro              | LINEAR        |
| 114428 - | 2003 AB4               | 3 de gener, 2003     | Socorro              | LINEAR        |
| 114429 - | 2003 AX4               | 1 de gener, 2003     | Socorro              | LINEAR        |
| 114430 - | 2003 AT5               | 1 de gener, 2003     | Socorro              | LINEAR        |
| 114431 - | 2003 AE6               | 1 de gener, 2003     | Socorro              | LINEAR        |
| 114432 - | 2003 AN6               | 1 de gener, 2003     | Socorro              | LINEAR        |
| 114433 - | 2003 AL7               | 2 de gener, 2003     | Socorro              | LINEAR        |
| 114434 - | 2003 AM10              | 1 de gener, 2003     | Socorro              | LINEAR        |
| 114435 - | 2003 AX10              | 1 de gener, 2003     | Socorro              | LINEAR        |
| 114436 - | 2003 AP12              | 1 de gener, 2003     | Socorro              | LINEAR        |
| 114437 - | 2003 AR12              | 1 de gener, 2003     | Socorro              | LINEAR        |
| 114438 - | 2003 AJ13              | 1 de gener, 2003     | Socorro              | LINEAR        |
| 114439 - | 2003 AL13              | 1 de gener, 2003     | Socorro              | LINEAR        |
| 114440 - | 2003 AB14              | 1 de gener, 2003     | Socorro              | LINEAR        |
| 114441 - | 2003 AK14              | 2 de gener, 2003     | Socorro              | LINEAR        |
| 114442 - | 2003 AZ14              | 2 de gener, 2003     | Socorro              | LINEAR        |
| 114443 - | 2003 AQ17              | 4 de gener, 2003     | Socorro              | LINEAR        |
| 114444 - | 2003 AN18              | 5 de gener, 2003     | Socorro              | LINEAR        |
| 114445 - | 2003 AQ18              | 3 de gener, 2003     | Socorro              | LINEAR        |
| 114446 - | 2003 AS18              | 3 de gener, 2003     | Kitt Peak            | Spacewatch    |
| 114447 - | 2003 AM20              | 5 de gener, 2003     | Socorro              | LINEAR        |
| 114448 - | 2003 AL21              | 5 de gener, 2003     | Socorro              | LINEAR        |
| 114449 - | 2003 AJ22              | 5 de gener, 2003     | Socorro              | LINEAR        |
| 114450 - | 2003 AN22              | 5 de gener, 2003     | Socorro              | LINEAR        |
| 114451 - | 2003 AV23              | 4 de gener, 2003     | Socorro              | LINEAR        |
| 114452 - | 2003 AE25              | 4 de gener, 2003     | Socorro              | LINEAR        |
| 114453 - | 2003 AG25              | 4 de gener, 2003     | Socorro              | LINEAR        |
| 114454 - | 2003 AR27              | 4 de gener, 2003     | Socorro              | LINEAR        |
| 114455 - | 2003 AX27              | 4 de gener, 2003     | Socorro              | LINEAR        |
| 114456 - | 2003 AC28              | 4 de gener, 2003     | Socorro              | LINEAR        |
| 114457 - | 2003 AD28              | 4 de gener, 2003     | Socorro              | LINEAR        |
| 114458 - | 2003 AZ29              | 4 de gener, 2003     | Socorro              | LINEAR        |
| 114459 - | 2003 AN30              | 4 de gener, 2003     | Socorro              | LINEAR        |
| 114460 - | 2003 AM31              | 5 de gener, 2003     | Socorro              | LINEAR        |
| 114461 - | 2003 AH35              | 7 de gener, 2003     | Socorro              | LINEAR        |
| 114462 - | 2003 AX35              | 7 de gener, 2003     | Socorro              | LINEAR        |
| 114463 - | 2003 AD36              | 7 de gener, 2003     | Socorro              | LINEAR        |
| 114464 - | 2003 AO36              | 7 de gener, 2003     | Socorro              | LINEAR        |
| 114465 - | 2003 AY36              | 7 de gener, 2003     | Socorro              | LINEAR        |
| 114466 - | 2003 AA37              | 7 de gener, 2003     | Socorro              | LINEAR        |
| 114467 - | 2003 AK37              | 7 de gener, 2003     | Socorro              | LINEAR        |
| 114468 - | 2003 AO38              | 7 de gener, 2003     | Socorro              | LINEAR        |
| 114469 - | 2003 AK39              | 7 de gener, 2003     | Socorro              | LINEAR        |
| 114470 - | 2003 AS39              | 7 de gener, 2003     | Socorro              | LINEAR        |
| 114471 - | 2003 AM40              | 7 de gener, 2003     | Socorro              | LINEAR        |
| 114472 - | 2003 AR40              | 7 de gener, 2003     | Socorro              | LINEAR        |
| 114473 - | 2003 AT40              | 7 de gener, 2003     | Socorro              | LINEAR        |
| 114474 - | 2003 AS41              | 7 de gener, 2003     | Socorro              | LINEAR        |
| 114475 - | 2003 AX41              | 7 de gener, 2003     | Socorro              | LINEAR        |
| 114476 - | 2003 AD42              | 7 de gener, 2003     | Socorro              | LINEAR        |
| 114477 - | 2003 AQ43              | 5 de gener, 2003     | Socorro              | LINEAR        |
| 114478 - | 2003 AC44              | 5 de gener, 2003     | Socorro              | LINEAR        |
| 114479 - | 2003 AR46              | 5 de gener, 2003     | Socorro              | LINEAR        |
| 114480 - | 2003 AN49              | 5 de gener, 2003     | Socorro              | LINEAR        |
| 114481 - | 2003 AV50              | 5 de gener, 2003     | Socorro              | LINEAR        |
| 114482 - | 2003 AJ51              | 5 de gener, 2003     | Socorro              | LINEAR        |
| 114483 - | 2003 AJ52              | 5 de gener, 2003     | Socorro              | LINEAR        |
| 114484 - | 2003 AN54              | 5 de gener, 2003     | Socorro              | LINEAR        |
| 114485 - | 2003 AJ55              | 5 de gener, 2003     | Socorro              | LINEAR        |
| 114486 - | 2003 AJ57              | 5 de gener, 2003     | Socorro              | LINEAR        |
| 114487 - | 2003 AW57              | 5 de gener, 2003     | Socorro              | LINEAR        |
| 114488 - | 2003 AB58              | 5 de gener, 2003     | Socorro              | LINEAR        |
| 114489 - | 2003 AP58              | 5 de gener, 2003     | Socorro              | LINEAR        |
| 114490 - | 2003 AR58              | 5 de gener, 2003     | Socorro              | LINEAR        |
| 114491 - | 2003 AB60              | 5 de gener, 2003     | Socorro              | LINEAR        |
| 114492 - | 2003 AC60              | 5 de gener, 2003     | Socorro              | LINEAR        |
| 114493 - | 2003 AW60              | 7 de gener, 2003     | Socorro              | LINEAR        |
| 114494 - | 2003 AX60              | 7 de gener, 2003     | Socorro              | LINEAR        |
| 114495 - | 2003 AB61              | 7 de gener, 2003     | Socorro              | LINEAR        |
| 114496 - | 2003 AB62              | 7 de gener, 2003     | Socorro              | LINEAR        |
| 114497 - | 2003 AS63              | 8 de gener, 2003     | Socorro              | LINEAR        |
| 114498 - | 2003 AW69              | 8 de gener, 2003     | Socorro              | LINEAR        |
| 114499 - | 2003 AN70              | 10 de gener, 2003    | Socorro              | LINEAR        |
| 114500 - | 2003 AH71              | 10 de gener, 2003    | Socorro              | LINEAR        |